# Paula Cândido
Paula Cândido este un oraș în Minas Gerais (MG), Brazilia.